# Bruder Klaus (Bäretswil)

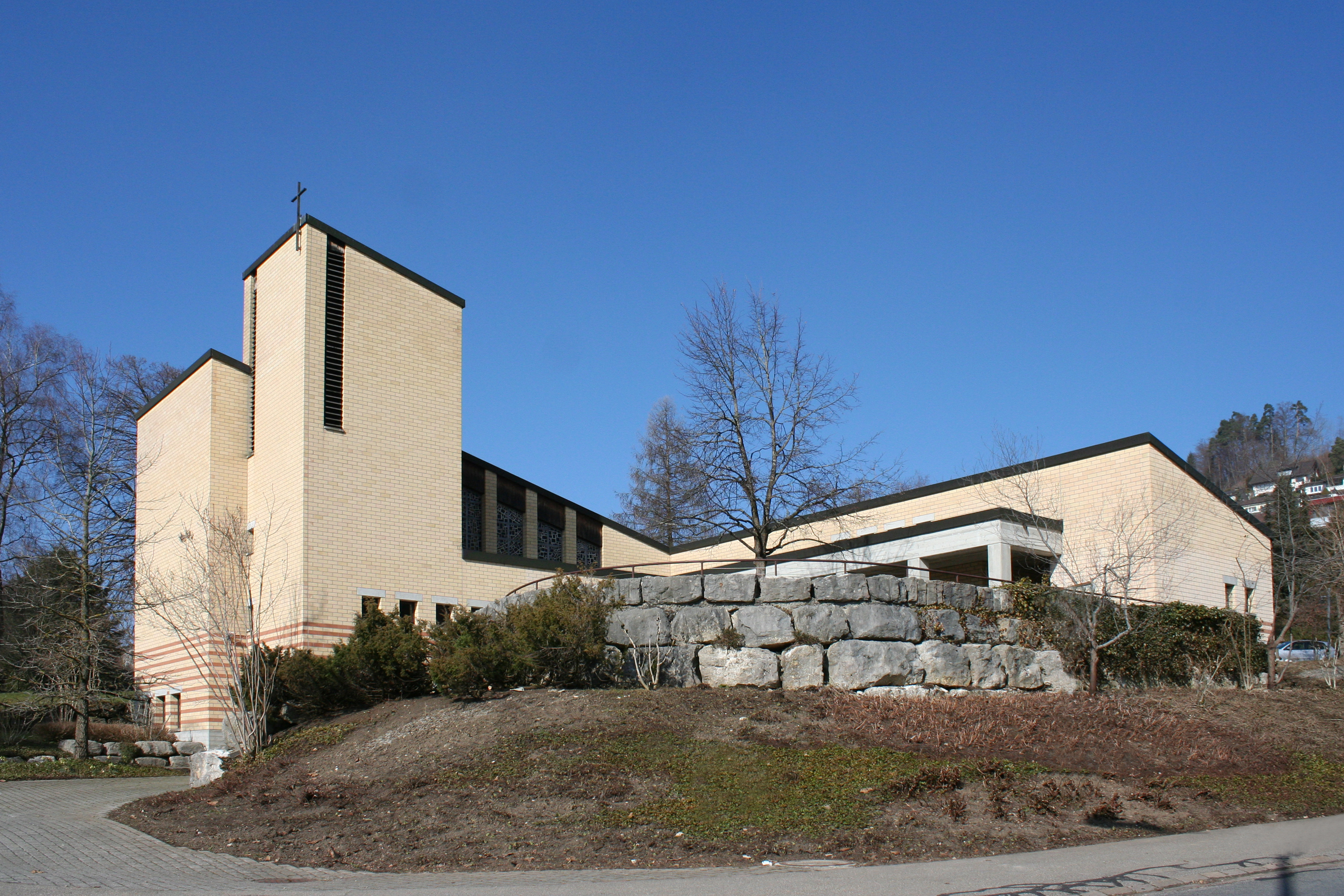
Kirche Bruder Klaus Bäretswil

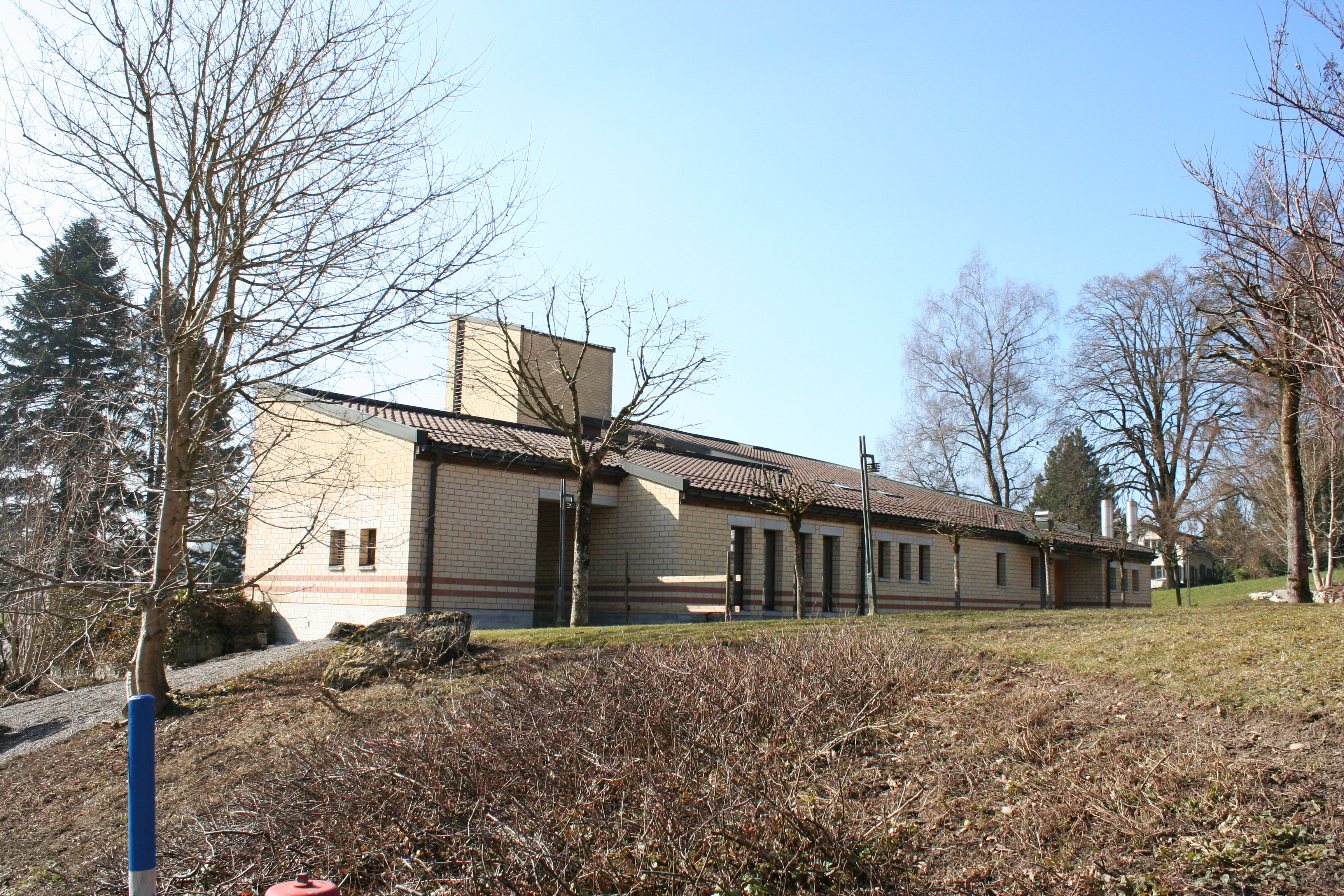
Ansicht von Nordost

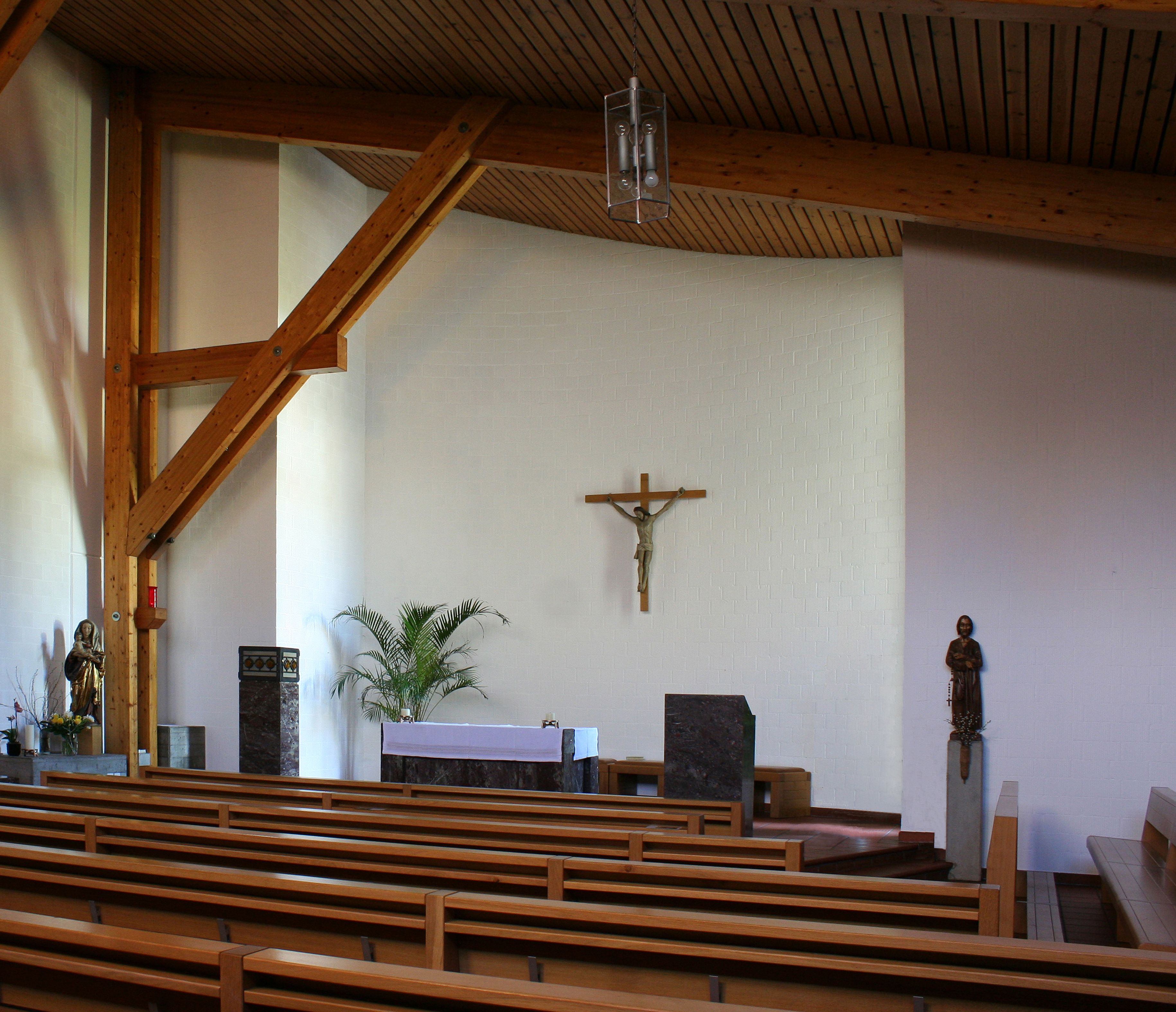
Innenansicht

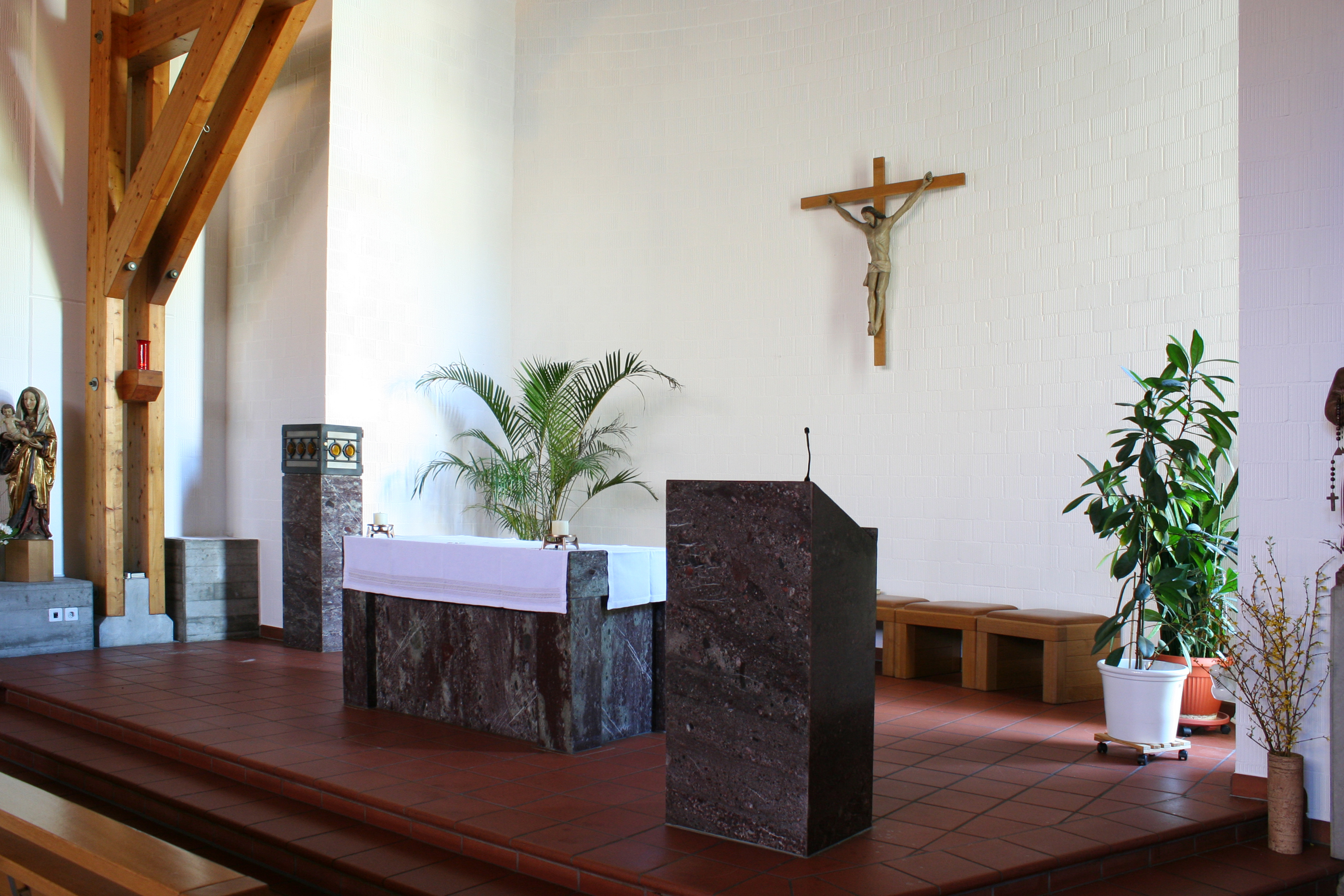
Altarraum von Felix Lötscher

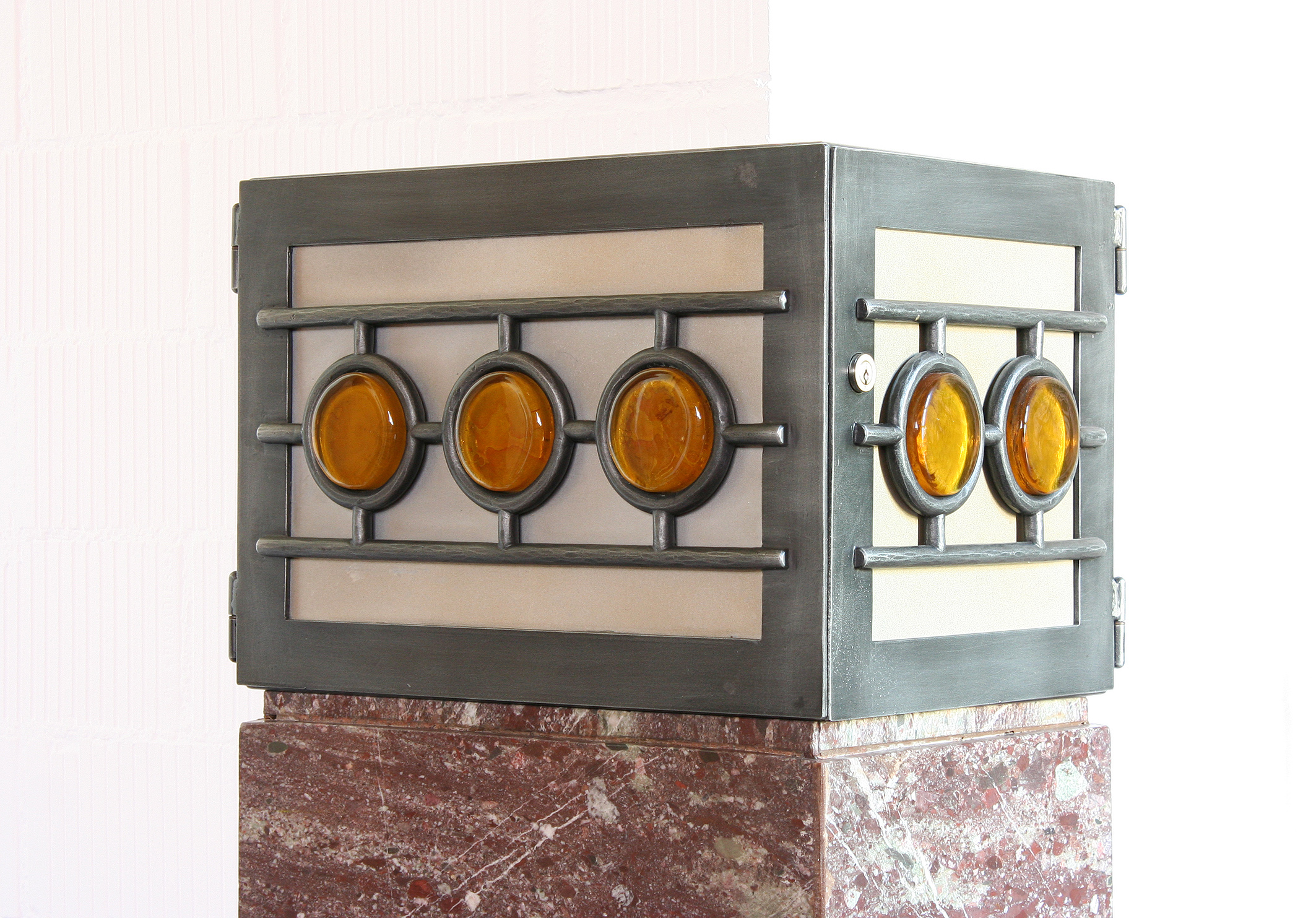
Tabernakel

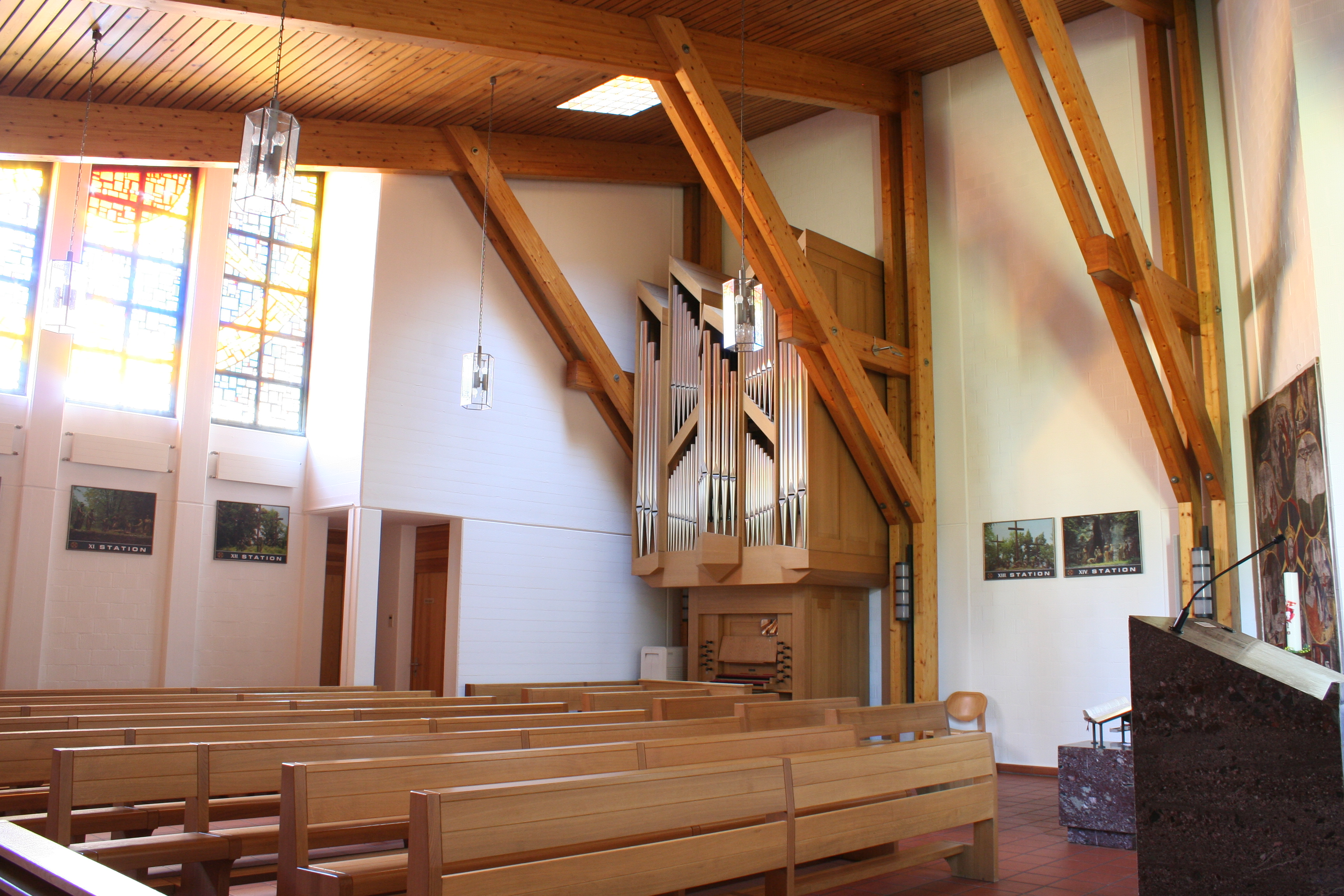
Blick zur Orgel

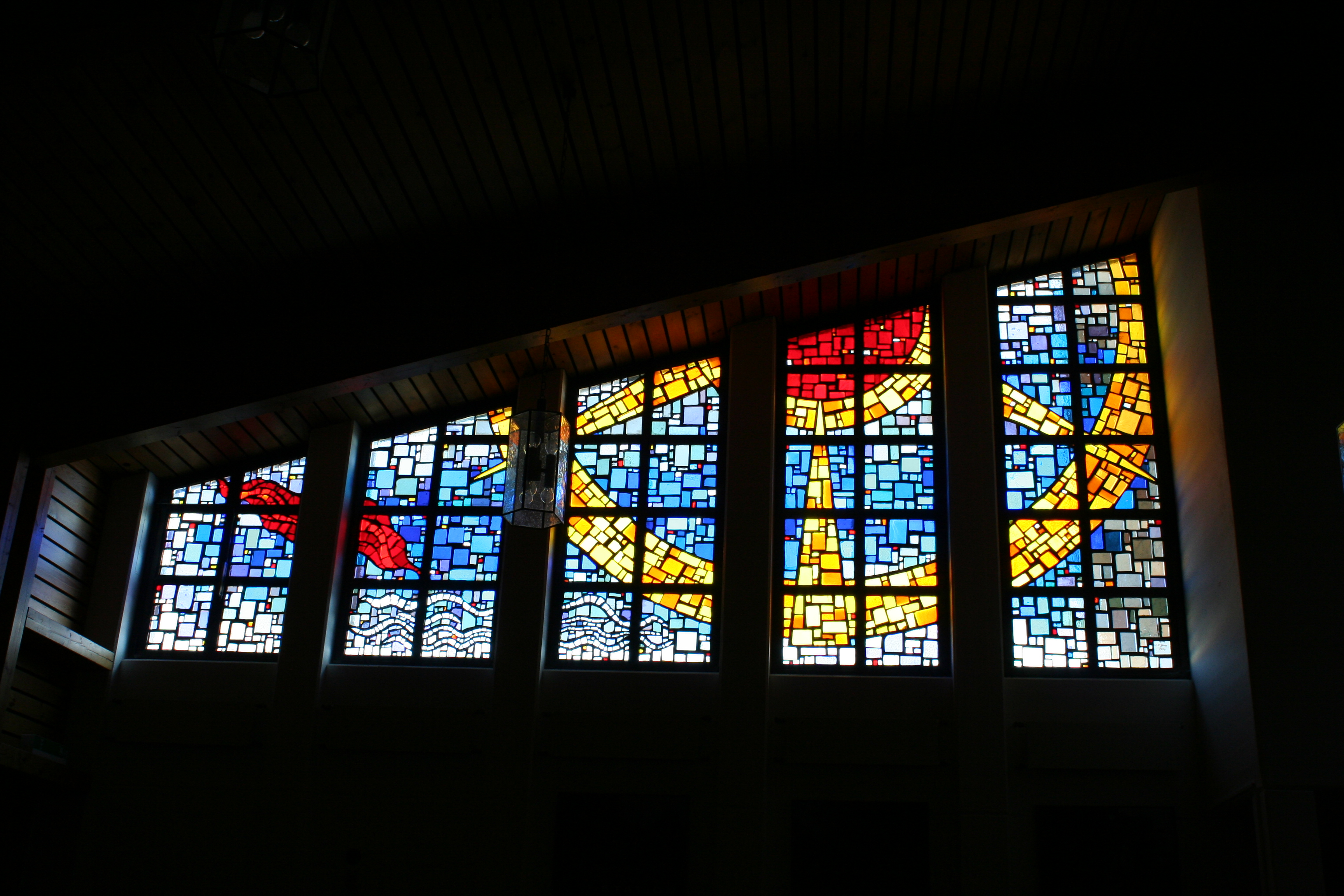
Glasfenster von Johann Jakob Zemp

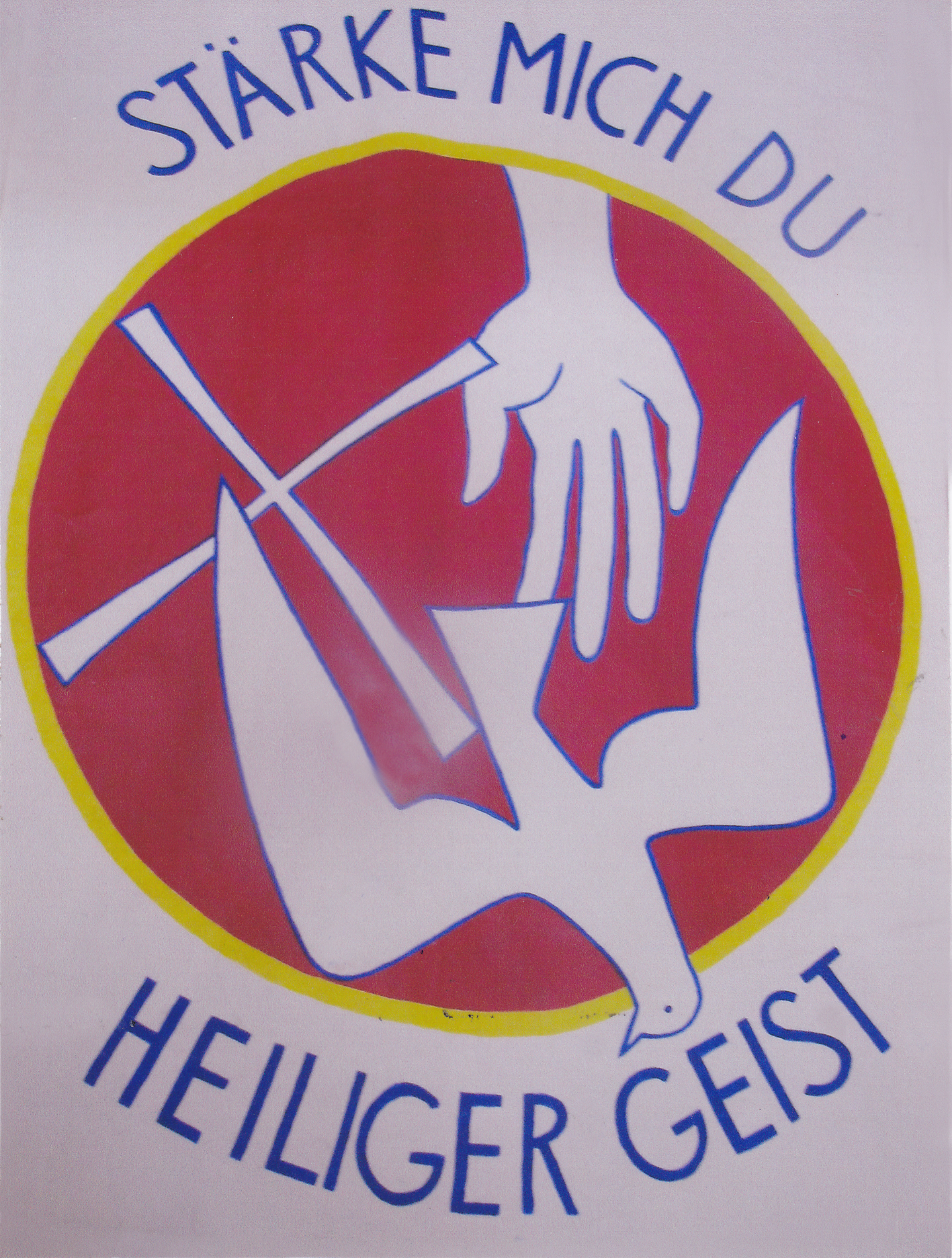
Heilige Dreifaltigkeit von Rosemarie Überegger

Die Kirche Bruder Klaus ist die römisch-katholische Kirche von Bäretswil im Zürcher Oberland.

## Geschichte

### Vorgeschichte und Namengebung
Der christliche Glaube kam erstmals durch die Römer in die Region des heutigen Zürcher Oberlandes. Im Römerkastell Irgenhausen am Pfäffikersee ist das Fundament der ersten christlichen Kirche der Region heute noch zu sehen. Nach dem Zusammenbruch des Römischen Reiches kam der christliche Glaube ein zweites Mal durch die Mönche Gallus und Columban in die Ostschweiz. Aus der Klause des Hl. Gallus entstand ab dem Jahr 719 das Kloster St. Gallen, das laut einer Urkunde aus dem Jahr 741 in Bäretswil reich begütert war. Die Zugehörigkeit von Bäretswil zum Kloster St. Gallen legt nahe, dass schon früh eine erste Kirche in Bäretswil erbaut worden war. Erstmals urkundlich erwähnt wird eine mittelalterliche Kirche von Bäretswil erst um 1275. Sie war dem Hl. Dionys gewidmet. Archäologisch belegbar ist ein romanischer Kirchbau, der um 1502 durch einen neuen Kirchbau ersetzt wurde, welcher dem Patronat des Hl. Michael unterstellt und nach der Reformation im Jahr 1525 für reformierte Gottesdienste verwendet wurde. Der Nachfolgebau, die heutige reformierte Kirche von Bäretswil, stammt aus dem Jahr 1827.
Seit der Reformation in Zürich war der katholische Gottesdienst im Kanton Zürich verboten. Erst das Toleranzedikt aus dem Jahr 1807 erlaubte den zugewanderten Katholiken, wieder katholische Gottesdienste zu feiern; vorerst allerdings nur in der Stadt Zürich. Bei der Gründung der modernen Eidgenossenschaft im Jahr 1848 wurde die Glaubens-und Niederlassungsfreiheit in der Verfassung verankert, sodass der Aufbau katholischer Gemeinden im ganzen Kanton Zürich möglich wurde. Im Juni 1866 wurde im Gasthaus Pilgersteg, das zwischen Dürnten und Rüti ZH lag, die erste Hl. Messe seit der Reformation im Zürcher Oberland gefeiert. Die Kapuzinerpatres des Klosters Rapperswil hatten sich dem Bistum Chur gegenüber verpflichtet, die Seelsorge im Tösstal und im Zürcher Oberland zu übernehmen. Die damals zugewanderten Katholiken waren meist arm und lebten verstreut in der abgeschiedenen und unwegsamen Bergregion im Südosten des Kantons, was den Aufbau katholischer Gemeinden erschwerte. Im Jahr 1874 wurde die St. Margarethenkirche in Wald geweiht und ab dem Jahr 1882 von Weltpriestern geführt. In Bauma entstand 1894, von Wald gegründet, eine Missionsstation. Die Anzahl der katholischen Bevölkerung war zu dieser Zeit Schwankungen unterworfen, da der Bedarf an Arbeitern beim Bau der Uerikon-Bauma-Bahn wie bei zeitlich befristeten öffentlichen Bauvorhaben aber auch die Beschäftigungslage in der Textilindustrie katholische Gastarbeiter aus Italien und dem Tirol zu- und wieder wegziehen liessen. So wechselten die katholischen Gottesdienstlokale von Bauma über Juckern und Wila zurück nach Bauma. Dort konnte am Eidgenössischen Bettag 1903 die auf dem aufgefüllten ehemaligen Tössbett errichtete Kirche St. Anton geweiht werden. Zum Missionsgebiet von Bauma gehörten im Jahr 1909 die politischen Gemeinden Bauma, Bäretswil, Sternenberg ZH, Hittnau, Wila, Fischenthal (bis Oberhof), Hermatswil aus der Gemeinde Pfäffikon ZH, Schalchen und Breite von der Gemeinde Wildberg ZH sowie Ober- und Unterschreizen, Spitzwies, Sitzberg und Hofstetten aus der Gemeinde Turbenthal.

### Entstehungsgeschichte und Namengebung
Im Jahr 1868 zog als erste katholische Familie seit der Reformation die Familie Schön aus Schänis nach Bäretswil. Bis weit ins 20. Jahrhundert hinein lebten in Bäretswil nur wenige katholische Christen. Und diese waren bis weit ins 20. Jahrhundert hinein in Bauma kirchgenössig. Im Jahr 1930 waren es 257, im Jahr 1941 gab es 259 Katholiken in Bäretswil. Als im Zweiten Weltkrieg im August 1940 210 französische Soldaten interniert wurden, verdoppelte sich die Zahl der Katholiken in Bäretswil. Da die internierten Soldaten die Gemeinde auch am Wochenende für den Kirchgang nicht verlassen durften, feierten französische Militärgeistliche in Bäretswil Gottesdienste, an denen zunehmend auch einheimische Katholiken teilnahmen. Diese Messfeiern fanden zuerst auf dem Schulhausplatz Dorf statt, später in einem Holzschopf, zuletzt in einer baufälligen Schreinerwerkstatt. Nach Abzug der Internierten im Januar 1941 entschloss sich Pfarrer Josef Helbling von der Mutterpfarrei Bauma, die Sonntagsmessen in der Schreinerei beizubehalten und in Bäretswil eine Kirche zu bauen. Als Seelsorger der künftigen „Missionsstation“ war Pfarrer Carl Engesser aus Zweibrücken vorgesehen, der aus Protest gegen den Nationalsozialismus seine Dienste der Diözese Chur zur Verfügung gestellt hatte. Im April 1941 zog er in ein baufälliges Haus an der Adetswilerstrasse; im Herbst 1942 war nach zähen Verhandlungen der Kirchenkommission und der Inländischen Mission zuhanden des Bischöflichen Ordinariats in Chur der Landkauf unter Dach und von Architekt Adolf Gaudy, Rorschach lag der Plan einer Bergkirche vor. Wegen der kriegsbedingten Wirtschaftskrise, insbesondere der heimischen Textilindustrie und der Armut im Berggebiet konnte vorläufig nur der Saal der Bergkirche realisiert werden: mit Darlehen – auch der Seelsorger – mit den Kirchenopfern sowie mit Bettelbriefaktionen und -reisen. Den Bau vollenden wollte man bei Besserung der Umstände. Nach der Schenkung des Baulandes vom Diözesanen Kultusverein Chur an den auf genossenschaftlicher Basis eigens gegründeten Römisch Katholischen Kultusverein Bäretswil begann der einheimische Baumeister Albino Boito im November 1942 mit den Bauarbeiten. Trotz Verzögerung wegen Zementmangels fand im Juli 1943 die Weihe des Notkirchleins statt. Die Kapelle war Bruder Klaus gewidmet. Zeitgleich wurde die Missionsstation Bäretswil, bisher Filiale der Pfarrei Bauma, zum Pfarrvikariat ernannt. Da Bruder Klaus als Friedensstifter der Alten Eidgenossenschaft gilt, ist die Zueignung einer Kirche an diesen Schweizer Heiligen während der Wirtschaftskrise und des Zweiten Weltkrieges ein Ausdruck des Wunsches der Bevölkerung nach Frieden und Sicherheit. Niklaus von Flüe wurde jedoch erst 1947 heiliggesprochen, sodass er bis dahin nach offiziellem römisch-katholischem Kirchenrecht keiner Kirche als Patron zugewiesen werden konnte. Weltweit die erste Pfarrkirche, die mit ausdrücklicher Erlaubnis des Papstes dem damals noch nicht heiliggesprochenen Bruder Klaus gewidmet wurde, war die Kirche Bruder Klaus in Zürich Unterstrass. 1951 wurde das Pfarrhaus saniert und erweitert, mit Spenden, Fronschichten und Gratisarbeiten der Bäretswiler Katholiken sowie mit Eigenmitteln des damaligen Seelsorgers und Professors Emil Spiess aus seinem Lehrerlohn. 1952 verunmöglichte ein schweres Missgeschick die bereits nach neuen Plänen beschlossene Kapellenerweiterung. Wegen Wasserdrucks war der Boden eingebrochen; der Schaden verschlang sämtliche Mittel und Ersparnisse.
1957 wurde unter Pfarrer Josef Schreiber als Nachfolgerin des Römisch Katholischen Kultusvereins die Römisch Katholische Kirchenstiftung Bäretswil gegründet – zum Zweck, die laufenden Geschäfte des Pfarrvikariats weiterzuführen. Mit der Anerkennung der Katholischen Kirche im Kanton Zürich im Jahr 1963 besserte sich auch die finanzielle Situation. 1964 erwarben die Kirchgemeinde Bauma und die Kirchenstiftung Bäretswil ein Grundstück angrenzend an Pfarrhaus und Kapelle, und 1969 wurde das Vikariat zum selbständigen Pfarr-Rektorat Bäretswil ernannt. Inzwischen hatte sich das Bauern- und Textilarbeiterdorf Bäretswil zu einem Pendlerdorf mit stetig wachsender Einwohnerzahl entwickelt. Mitte der 1970er Jahre nahm sich Pfarrer Hans Hitz des immer stärker werdenden Wunsches nach einer grösseren und würdigeren Kirche an. Trotzdem liess sich das Vorhaben – die Kirchgemeinde Bauma war im Finanzausgleich – nicht realisieren. 1986 unterbreiteten der bereits im Pensionsalter stehende Bäretswiler Seelsorger Andreas Gamma, Architekt Karl Wenk, Wetzikon und Kirchgemeindepräsident Franz Koster der Kirchgemeindeversammlung in Bauma ein unentgeltliches ausgearbeitetes Vorprojekt für eine Kirche Bruder Klaus. Die Zentralkommission in Zürich befürwortete auf dem zentral gelegenen Bauland ein Projekt samt Pfarreizentrum, allerdings frühestens 1989 realisierbar. 25 Architekten beteiligten sich an einem im Oktober 1987 ausgeschriebenen Projektwettbewerb, teils eingeladen von der Zentralkommission, teils in den Bezirken Hinwil und Pfäffikon ansässig. Zur Ausführung kam das abgeänderte Projekt Wegweiser der Architekten Robert Tanner und Felix Loetscher, Winterthur unter der Bauleitung von Architekt Karl Wenk, Wetzikon. Anfang Januar 1989 wurde das Baugespann erstellt; eine verkehrsbedingte Korrektur des Grenzabstands verzögerte jedoch den Baubeginn. Nach dem Spatenstich im August war die Fundamentierung dennoch vor Wintereinbruch abgeschlossen. 1990 brachte den Glockenguss, die Grundsteinlegung, die Glockenweihe, die Aufrichte und den Glockenaufzug. Nach der Übertragung von Monstranz und Reliquie aus der Kapelle Bruder Klaus weihte Bischof Johannes Vonderach am 2. Adventsonntag, den 9. Dezember 1990 die Kirche Bruder Klaus feierlich ein. Im Jahr 1994 weihte Pfarr-Rektor Augustyn Wolak die neu erbaute Orgel. Im sechzigsten Jahr ihres Bestehens, im Herbst 2002 erfolgte der Abbruch der Kapelle – wo alles seinen Anfang genommen hatte. Die Nässe hatte bergwärts das Mauerwerk vollends zerstört.

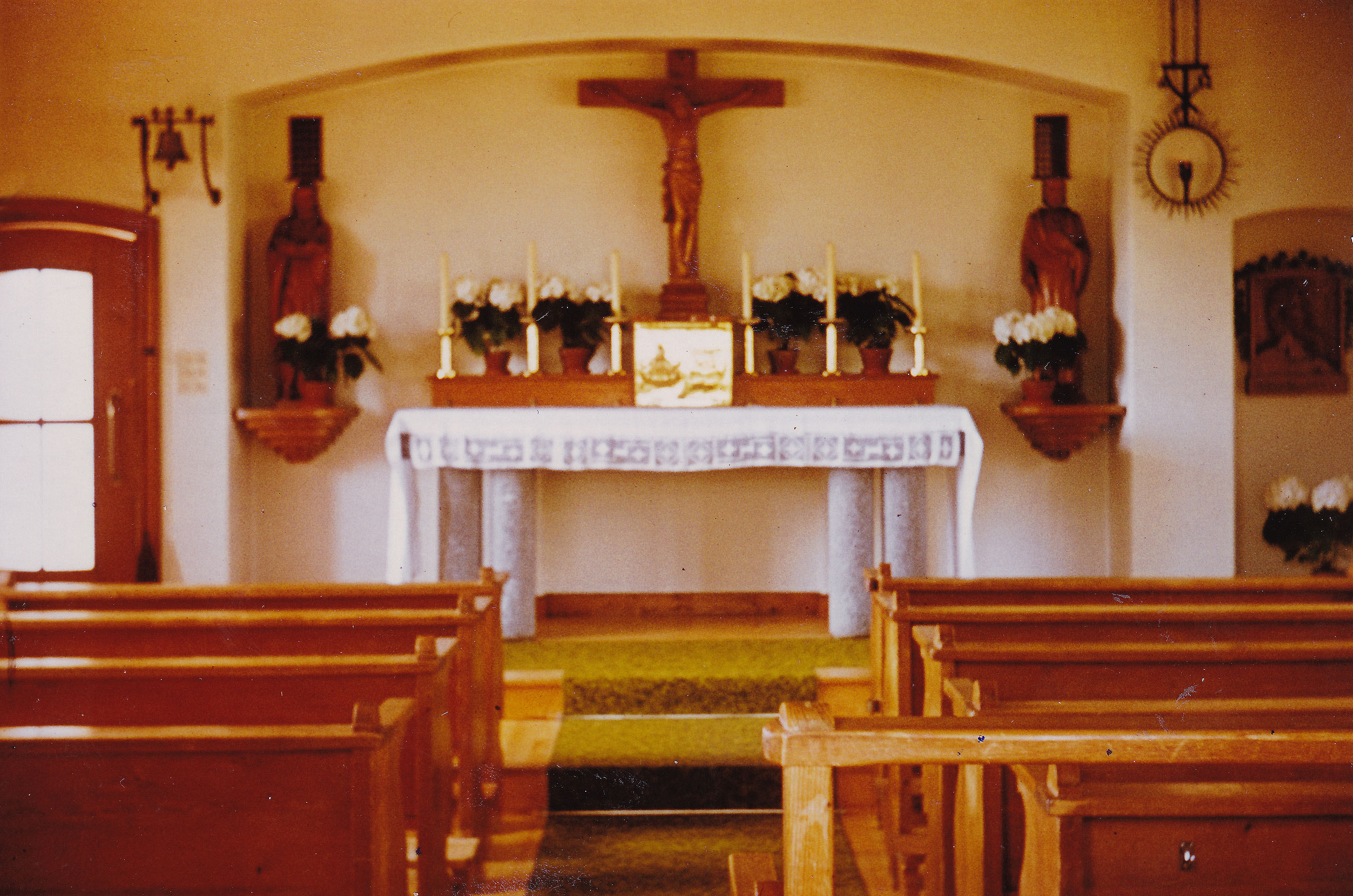
Innenansicht der ersten Kirche, Zustand 1943 bis 1974
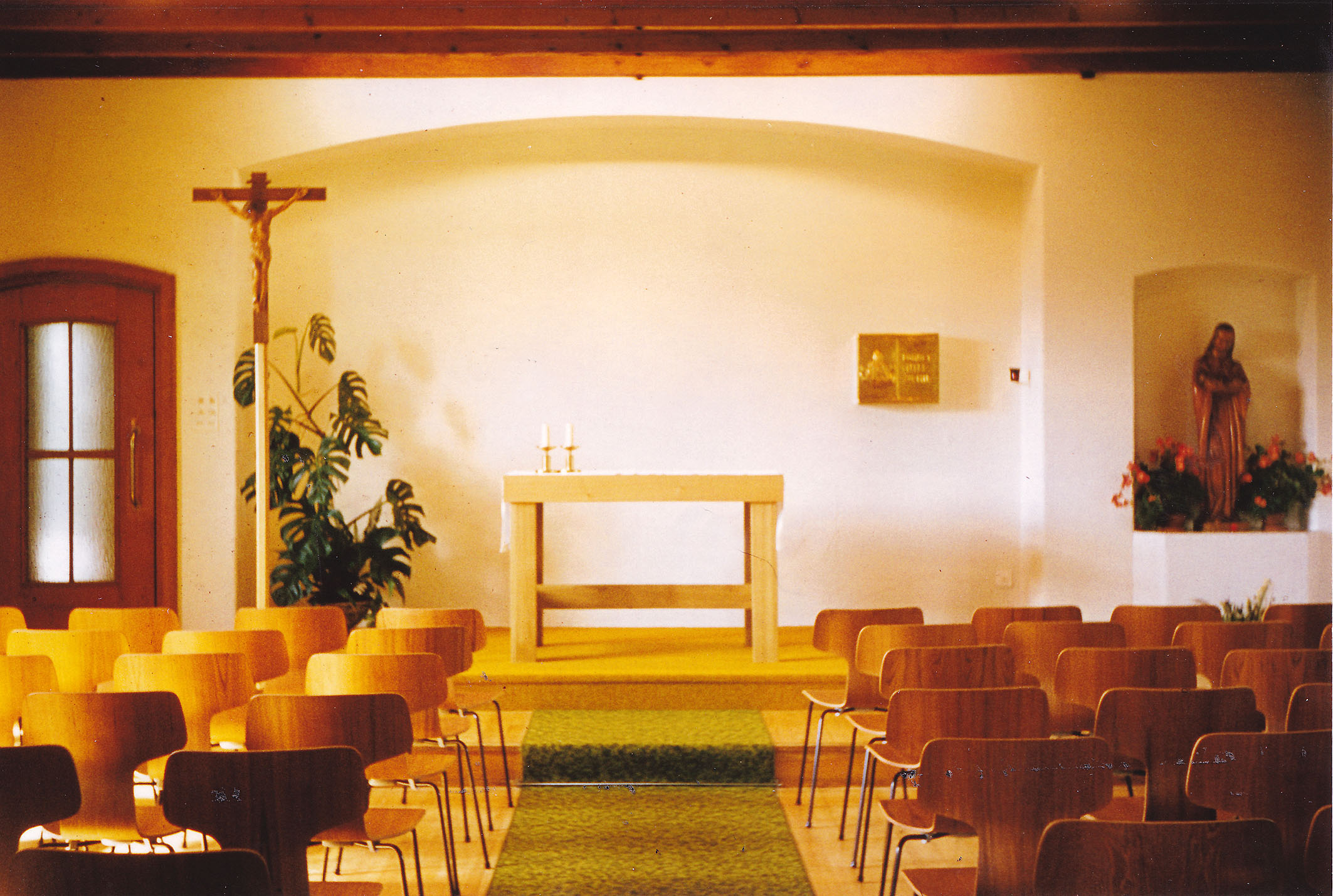
Gestaltung 1975 bis zum Abbruch 2002

Das Pfarr-Rektorat Bruder Klaus, Bäretswil gehört zusammen mit der Pfarrei St. Antonius, Bauma zu der auch die Gemeinde Sternenberg gehört, sowie mit dem Pfarr-Rektorat St. Gallus, Fischenthal zur Kirchgemeinde Bauma. Die Kirchgemeinde umfasst also vier politische Gemeinden in zwei Bezirken.
Die Kirchgemeinde Bauma ist mit ihren 2'258 Mitgliedern (Stand 2021) eine der kleineren, flächenmässig hingegen grösseren Kirchgemeinden des Kantons Zürich.

## Baubeschreibung

### Kirchturm und Äusseres

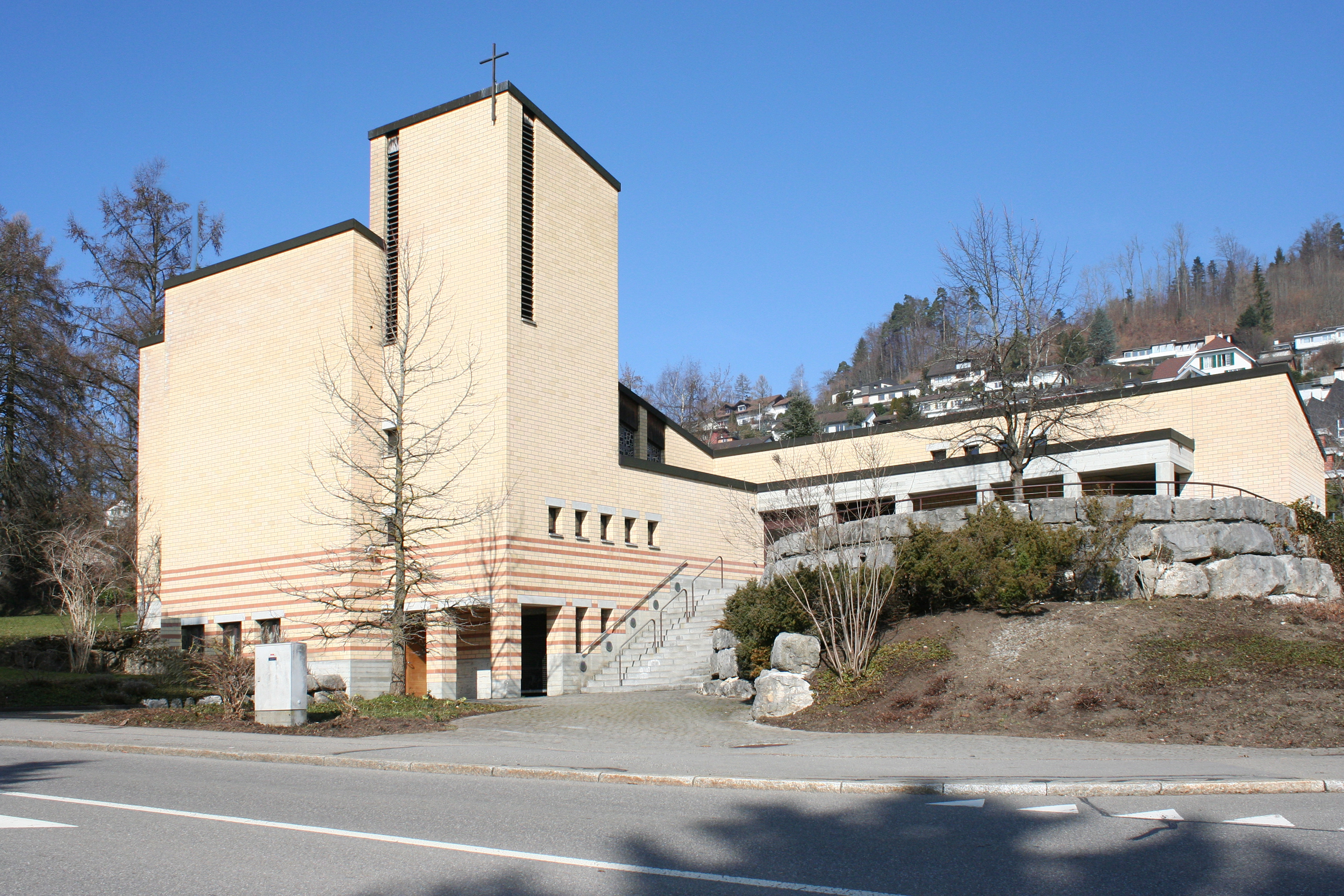
Kirchturm

Die Kirche Bruder Klaus befindet sich in Bäretswil an der Ecke Adeteswiler-/Engelsteinstrasse auf leicht erhöhtem Gelände. Die Lägernkalksteine vor der Kirche sollen an die wilde Melchaaschlucht erinnern, in der sich die Einsiedelei des Kirchenpatrons in der Ranftschlucht befunden hatte. Von der Engelsteinstrasse her gut sichtbar, besitzt die Kirche ein Pultdach, die Mauern der Kirche bestehen aus Sichtbacksteinen. Der Kirchturm beherbergt ein vierstimmiges Geläut, welches am 16. März 1990 in der Glockengiesserei Bachert in Heilbronn gegossen wurde. Die Tonkombination der vier Glocken wird als „Idealquartett“ bezeichnet.
| Nummer | Gewicht | Ton | Widmung      | Inschrift                                               |
| ------ | ------- | --- | ------------ | ------------------------------------------------------- |
| 1      | 1230 kg | e1  | Hl. Geist    | „Komm, heiliger Geist, erfülle alles mit deiner Gnade.“ |
| 2      | 750 kg  | g1  | Christus     | „Jesus Christus, bleibe bei uns.“                       |
| 3      | 520 kg  | a1  | Maria        | „Hoch preiset meine Seele den Herrn.“                   |
| 4      | 370 kg  | c2  | Bruder Klaus | „Fried ist alleweg in Gott.“                            |

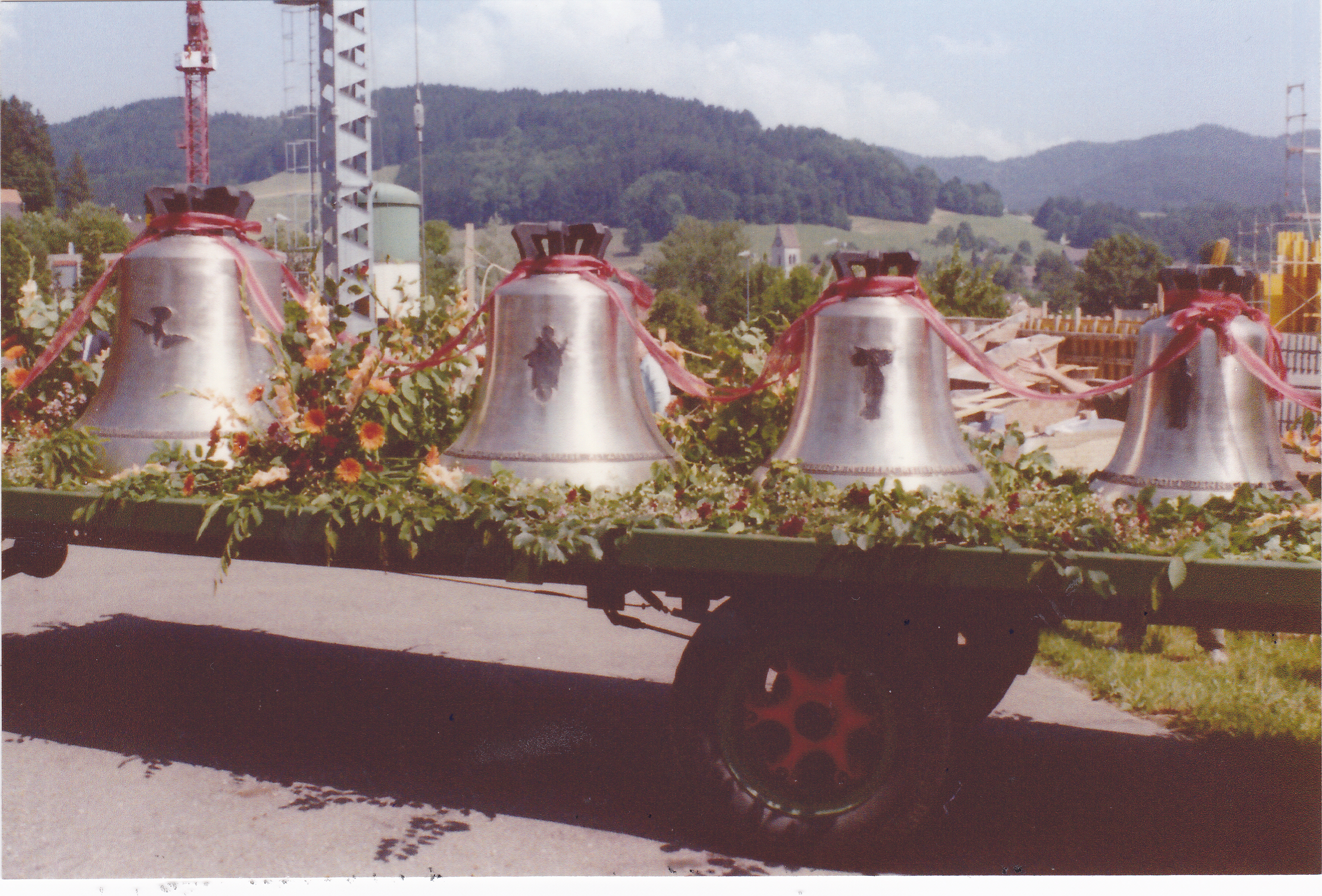
Ankunft der neuen Glocken 1990

Die im Jahr 1943 gegossene Glocke der ersten Kirche läutet seit dem Jahr 2006 im Ackerchappeli Maria Hilf, Vorder Lehn, Kanton Appenzell Innerrhoden.

### Innenraum und künstlerische Ausstattung
Das Innere der Bruder Klaus-Kirche kontrastiert mit den rauen Kalksteinblöcken, welche in der Umgebung der Kirche aufgestellt wurden. Der Kirchenraum dagegen ist mit den Holzpfeilern und der Föhrenholzdecke als warmer Kirchenraum gestaltet. Altar, Ambo, Tabernakel, Taufstein und Weihwasserbecken bestehen aus Glarner Marmor und wurden aus einem einzigen Steinblock gehauen. Die Firma Knobel Naturstein Schwanden GL schuf die Steinmetzarbeiten nach Entwürfen der Architekten Tanner und Lötscher. Das Kreuz mit dem spätbarocken Corpus, die Marienstatue und die Bruder-Klaus-Skulptur unterstreichen die sakrale Dimension des Kirchenraums. Die Kreuzwegstationen sind Abbilder des Kreuzweges auf dem Kalvarienberg des Wallfahrtsortes Lourdes. Das fünfteilige Glasfenster wurde von Johann Jakob Zemp geschaffen und thematisiert das Meditationsrad des Bruder Klaus: „Gott ist Mitte, zu jeder Zeit, zu allen Zeiten, auf allen Wegen, im Auf und Ab eines jeden Menschenlebens.“

### Orgel

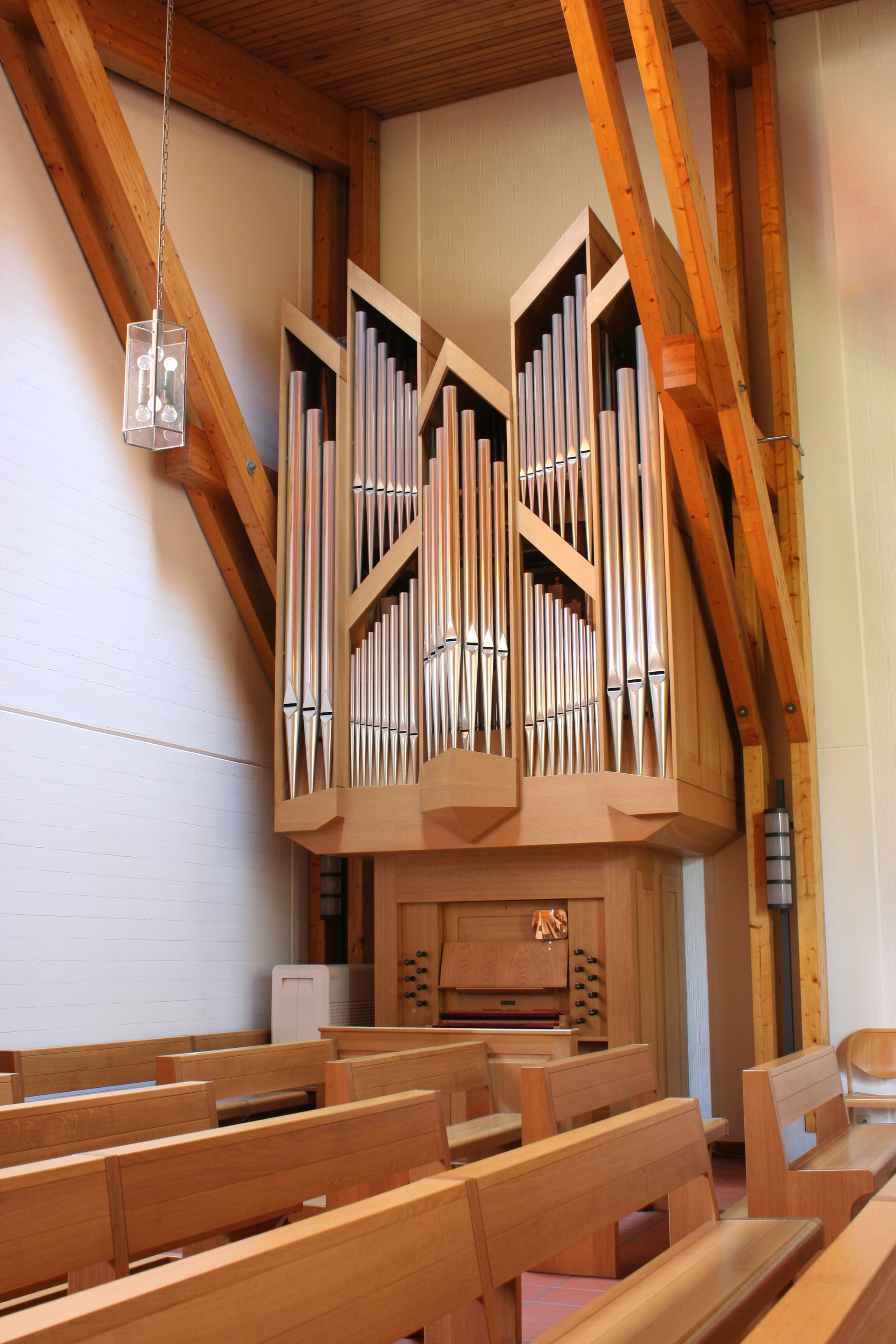
Graf-Orgel von 1994

Am 18. Dezember 1994 wurde die von der Orgelbaufirma Graf aus Sursee erbaute Orgel geweiht. Das Instrument besitzt 1046 Pfeifen auf 15 Registern. Die Beratung erfolgte durch Siegfried Hildenbrand, Bottighofen.
| I Hauptwerk C–g3 |       |
| Harfenprinzipal  | 8′    |
| Koppelflöte      | 8′    |
| Fugara           | 4′    |
| Flöte            | 4′    |
| Superoktav       | 2′    |
| Mixtur IV        | 1 ⁄3′ |

| II Oberwerk C–g3 |                |
| Bleigedackt      | 8′             |
| Violflöte        | 8′             |
| Prinzipal        | 4′             |
| Waldflöte        | 2′             |
| Terzian          | 1 3⁄5′ + 1 ⁄3′ |
| Oktävlein        | 1′             |
| Tremulant        |                |

| Pedal C–f1     |                 |
| Subbass        | 16′             |
| Gedacktbass    | 8′              |
| Rauschbass III | 4′ + 2 ⁄3′ + 2′ |

- Koppeln: II/I, I/P, II/P